# 红牌楼站 (中国铁路)
红牌楼站位于四川省成都市高新区（行政区划属武侯区）肖家河街道，是成都西铁路的一个四等站。隶属成都铁路局。该站属货运站，不办理客运业务，每天有一些货运列车停靠。该站位于成都地铁7号线的高朋大道站口。成都地铁3号线上的同名地铁站距离该站较远。

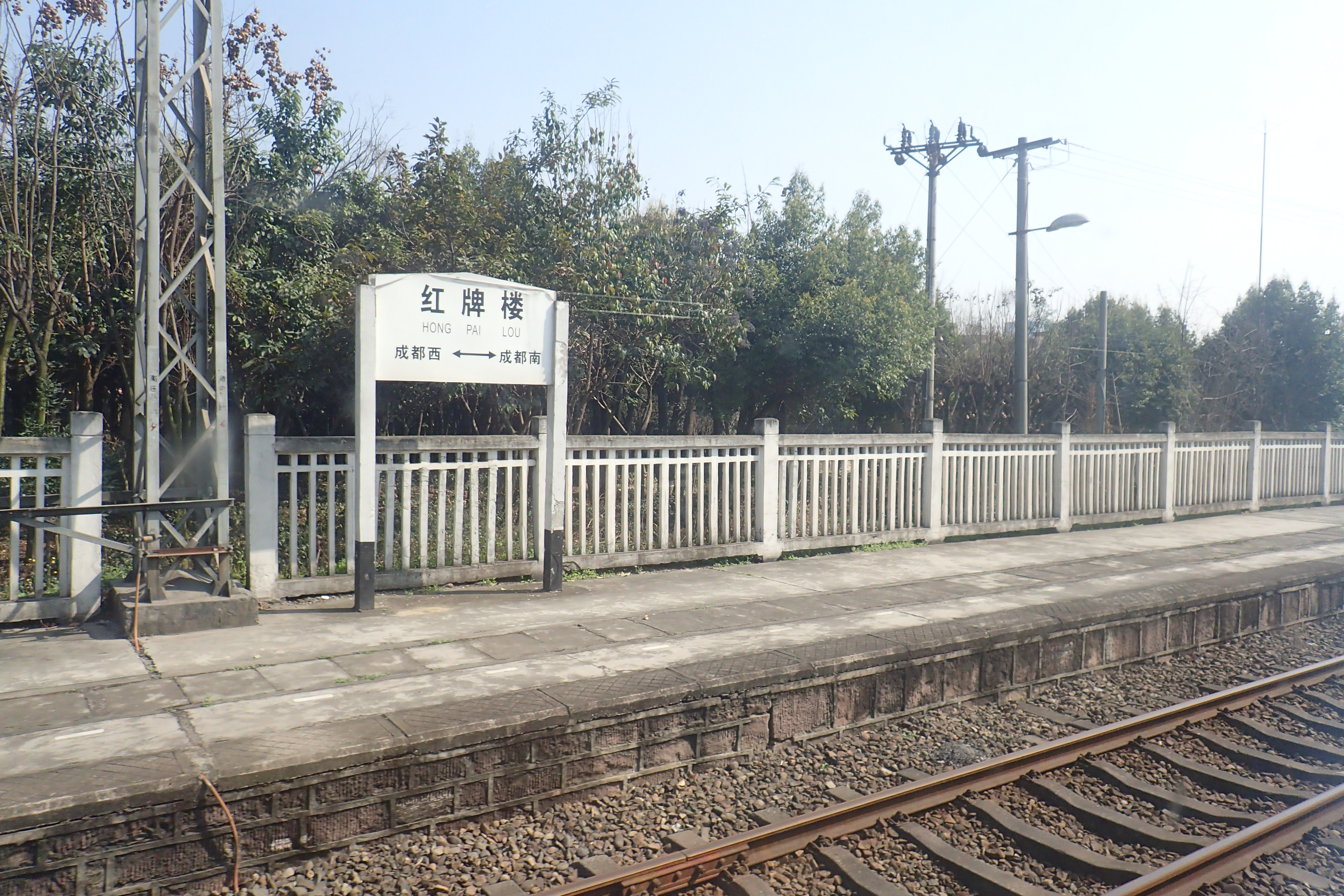
2017年，列车上抓拍的红牌楼站站牌